# Міхаїл-Когелнічану (Васлуй)
Міхаїл-Когелнічану (рум. Mihail Kogălniceanu) — село у повіті Васлуй в Румунії. Входить до складу комуни Арсура.
Село розташоване на відстані 303 км на північний схід від Бухареста, 31 км на північний схід від Васлуя, 54 км на південний схід від Ясс.

## Населення
За даними перепису населення 2002 року у селі проживали 136 осіб, усі — румуни. Усі жителі села рідною мовою назвали румунську.